# بو جيمس
بو جيمس (بالإنجليزية: Po James)‏ هو لاعب كرة قدم أمريكية أمريكي، ولد في 19 مارس 1949.

## وصلات خارجية
- بو جيمس على موقع مرجع كرة القدم المحترفة.كوم (الإنجليزية)
- بو جيمس على موقع IMDb (الإنجليزية)